# پیتر سالچر
پیتر سالچر (انگلیسی: Peter Salcher) زاده ۱۰ اوت ۱۸۴۸ و مرگ به تاریخ ۴ اکتبر ۱۹۲۸م، یک استاد پژوهشگر اتریشی - کروات در رشته فیزیک بود.
 علاوه بر تألیف کتاب و مقالات علمی و فرهنگی، بسیاری بر این باورند که دست آورده‌های پژوهشی پیتر سالچر، عامل مهمی در گسترش و پیشرفت تونل‌های باد پشرفته امروزی بوده‌است.